# Arthur Dendy
Arthur Dendy (Patricroft, 20 januari 1865 - Londen, 24 maart 1925) was een Engelse zoöloog, die lange tijd in het British Museum heeft gewerkt. Hij heeft zich gespecialiseerd in de sponzen: in het begin van de jaren 20 van de 20e eeuw heeft hij zich beziggehouden met het classificeren van de sponzen onder de klasse der Demospongiae.

## Leven
Hij was het achtste kind van John Dendy, een mijnwerker, en Sarah Beard. Nadat hij in 1885 afstudeerde aan het Owens College in Manchester als zoöloog, werd hij lid van de redactieploeg van The Challenger. Daar deden ze onderzoek naar sponzen, waardoor Dendy geboeid raakte.
Dendy werd wat later aangesteld om te werken in het British Museum, om zijn onderzoek naar sponzen voort te zetten. In 1888 werd hij op verzoek van professor Baldwin Spencer aangesteld als demonstrator en hulp van de lector op de faculteit biologisch wetenschappen aan de Universiteit van Melbourne in Australië.
Op 5 december 1888 trouwde hij met Ada Margaret Courtauld, die hem was gevolgd gedurende zijn reis van Engeland naar Australië. Ze kregen samen 3 dochters en 1 zoon.
Bij zijn aankomst in Melbourne werd Dendy lid van de Royal Society of Victoria en de Field Naturalists' Club of Victoria. Daar verrichtte hij zeer belangrijk werk in zijn onderzoek naar sponzen, waarbij hij enkel indelingen maakte op vlak van uitzicht, vorm, kleur, ... De indeling werd in 1928 door Émile Topsent opgenomen in het taxonomisch systeem en wordt tot op de dag van vandaag nog steeds gebruikt.